# منتخب ويلز لكرة الشبكة
منتخب ويلز لكرة الشبكة (بالإنجليزية: Wales national netball team)‏ هو ممثل ويلز الرسمي في المنافسات الدولية في كرة الشبكة في فئة رياضة نسوية .